# Рача (гори)
Рача (Rača) — гірський масив в Словаччині; геоморфологічна підодиниця масиву Кисуцькі Бескиди.. Найвища точка — Велика Рача (1263 метри). Місце розташування — Жилінський край.